# SOMETHING DREAMS マルチメディアカウントダウン
『SOMETHING DREAMS マルチメディアカウントダウン』（サムシング・ドリームズ マルチメディアカウントダウン）は、1995年4月15日から2002年10月5日まで文化放送をキーステーションに北日本放送、北陸放送、ラジオ関西、RKBラジオで放送されていたアニラジ。HBCラジオにもネットされていた時期がある。放送時間は文化放送で土曜23:00 - 24:00。文化放送、RKBラジオ以外は30分の短縮版で放送された。通称ドリカン。

## パーソナリティ
番組終了時点
- 田村ゆかり（1998年10月10日 - 番組終了）
- 堀江由衣（1998年10月10日 - 番組終了）

過去の出演者
- 冨永みーな（番組開始 - 2002年3月16日）
- 椎名へきる（番組開始 - 1998年10月3日）

## 概要
アニメ、ゲーム、声優の曲に限定してリスナーからのリクエストを募るランキング番組であった。1995年度よりこれまで金曜深夜に編成されていた「アニメ・ゲームゾーン」を土曜深夜に拡大する事に際し、土曜枠の中心番組としてリクエストランキングの他当初はマルチメディア・アニメ・ゲームの最新情報も伝えるとした。
放送開始当初のパーソナリティは冨永と椎名の2名体制であったが、当時コンサートツアーを多くこなしていた関係で椎名が番組を欠席することが増えた影響もあり、1998年10月に降板。代わって番組内グループである「ドリカンクラブ」のメンバーであった田村と堀江の2名がアシスタントに加わった。その後、冨永も番組を一時休業後、2002年3月に降板。最終的に田村と堀江の2名体制になったが、同年10月5日をもって放送終了、ランキング発表など番組の基本コンセプトを踏襲した『A&Gメディアステーション こむちゃっとカウントダウン』へと引き継がれた。
番組の構成は前半が週替わりの企画コーナー（リスナーからのお便り紹介など）で、後半がメインであるランキングの発表に充てられた。番組開始から1年後の1996年4月からは、文化放送アナウンサーの斉藤一美の進行で冨永と椎名が対決するコーナー「姉妹でニャパニャパ」が1か月に1回のペースで放送されていた。しかし、進行役だった斉藤がスポーツ実況に転向する事になり同コーナーは1997年3月いっぱいで終了。翌4月からはその後継コーナーとして当時文化放送アナウンサーだった藤木千穂の進行による「ドリカン通信」がスタートした。こちらは冨永と椎名は登場せず、藤木がドリカンクラブのメンバーを数人呼んでいろんなお題でトークを展開したり、番組からお勧めの新作アニメ・ゲーム・コミックの情報を紹介するというものであった。このコーナーは1か月に1 - 2回の放送であり、椎名の降板直前だった1998年9月まで不定期に放送された。
このほか、リスナー同士がドリカンにまつわる曲のイントロクイズで対決する企画や、冨永と田村と堀江が好きな数字を決め、その数字をリスナーが当てる企画も放送されたことがあった。また、一時期番組のスポンサーにオリコンが入っていたため、『オリコン ウィーク The Ichiban』（後に『オリ★スタ』に改題し休刊）誌にランキングが掲載されており、パーソナリティによる「キュートにドリカン」というコラムも連載されていた。なお番組後期から終了時まで番組ジングルをTWO-MIXが担当していた｡
放送初年度の1995年のクリスマスシーズンには冨永と椎名、文化放送アナウンサーの長谷川のび太の3人がパーソナリティを務めた特別番組を放送した他、放送5周年となった2000年には東京の代々木第一体育館で公開録音を行ったこともあった。

## 放送形態
文化放送オンエア分は生放送だと思われていたが、最終回にて田村が「（本当は）木曜日でした」と収録であったことをほのめかす発言をしていた。これに対し構成作家の伊福部崇が「ドリカンはずーっと木曜日だったんです」と後に語っている。
当初は6 - 10位はサビの一部分、4・5位は1番、2・3位は1・2番、1位のみフルコーラスの放送で楽曲部分とトーク部分はほぼ半々。トークコーナーでは「ボケ耳ダンボ」や「どーしてもききたい〜」などの複数の人気コーナーが週代わりで放送されていた。後にリスナーからの「下位の曲ももっと長く聞きたい」という投稿から、スペシャル版としてトーク部分を大幅にカットして6 - 10位は1番、4・5位は1・2番、1 - 3位はフルコーラスの放送という形式を採用。それが好評だったためにスペシャル版、月一度と放送頻度が高くなり、冨永みーな休養以降はトーク部分がほとんど無い、この形式での放送に移行した。

## ドリカンクラブ
本番組のパーソナリティの妹分として、応募数3482人の中から15人が選ばれた、若手の女性声優志望者からなる声優グループ。 冨永の降板後、田村と堀江はメインパーソナリティに昇格した。またメンバーの1人であった生天目仁美は、本グループ活動休止後、暫くは劇団を中心に活動していたが、後に声優として知名度を上げた。
- 田村ゆかり
- 生天目仁美
- 堀江由衣
- 浅川悠
- 吉住梢
- たなか久美
- 中原新
- 吉田智美
- 小野まゆみ
- 朝倉梨奈
- 河内智子
- 湯沢愛未
- 中村沙樹
- 木瀬明子
- 與座彩乃

## 主要記録
- 連続1位 「RHYTHM EMOTION」 TWO-MIX 12回(95年12月2日 - 96年3月2日)[4]
- 連続ランクイン 「残酷な天使のテーゼ」 高橋洋子 27回(95年10月14日 - 96年4月27日)[4]
- 最多1位獲得(曲数) 林原めぐみ 20曲[5]
- 最多1位獲得(週数) 林原めぐみ 81週
- 最多ランクイン(曲数) 椎名へきる 26曲[6]
- 最多ランクイン(週数) 林原めぐみ 285週
- 最多最高2位獲得歌手 奥井雅美、國府田マリ子 各7曲
- 歴代ランキング1位 「残酷な天使のテーゼ」 高橋洋子

## 年間ランキング
年間ランキング（番組では『ドリカン年間ベストテン』と呼称）は、原則として12月最終週（最終週が特別企画・特番の場合はその前週）に放送。1月第1週から年間ランキング発表前週までの各週ランキングを集計対象とし、ランクインした曲に対して毎週のランキングに応じて1位100ポイント、2位90ポイント、以下順位が１つ下がるごとに10ポイント減算、10位には10ポイントを与える計算方式で年間順位を決定していた。
以下に各年の年間ランキング（1位 - 5位）を記載する。なお、2002年度については番組終了1週前の9月28日発表分が番組最後の週間ランキング発表となっているが、年間ランキングは次番組『A&Gメディアステーション こむちゃっとカウントダウン』放送第1回目以降のランキングデータを加えた上で集計され、こむちゃっとカウントダウンの公式記録として扱われている。しかし、同番組開始後にランクインしたSee-Sawの「あんなに一緒だったのに」は本来であれば年間6位の成績であるが、なぜか除外されている｡
| 年度   | 第1位                          | 第2位                            | 第3位                           | 第4位                                 | 第5位                                      |
| ------ | ------------------------------ | -------------------------------- | ------------------------------- | ------------------------------------- | ------------------------------------------ |
| 1995年 | JUST COMMUNICATION （TWO-MIX） | MIDNIGHT BLUE （林原めぐみ）     | 残酷な天使のテーゼ （高橋洋子） | みみかきをしていると （國府田マリ子） | What's Up Guys? （古本新之輔・林原めぐみ） |
| 1996年 | Give a reason （林原めぐみ）   | Just be conscious （林原めぐみ） | LOVE REVOLUTION （TWO-MIX）     | RHYTHM EMOTION （TWO-MIX）            | Successful Mission （林原めぐみ）          |
| 1997年 | 魂のルフラン （高橋洋子）      | 終わらないメモリー （藤崎詩織）  | WHITE REFLECTION （TWO-MIX）    | 色褪せない瞬間 （椎名へきる）         | don't be discouraged （林原めぐみ）        |
| 1998年 | 〜infinity〜∞ （林原めぐみ）   | Looking For （國府田マリ子）     | A HOUSE CAT （林原めぐみ）      | Believe （桑島法子）                  | LAST IMPRESSION （TWO-MIX）                |
| 1999年 | question at me （林原めぐみ）  | WILL （米倉千尋）                | Key （奥井雅美）                | 赤い華 （椎名へきる）                 | BODY MAKES STREAM （TWO-MIX）              |
| 2000年 | ADVENTURE （野田順子）         | 未来からのエアメール （丹下桜）  | しっぽのうた （坂本真綾）       | サクラサク （林原めぐみ）             | 指輪 （坂本真綾）                          |
| 2001年 | Love Destiny （堀江由衣）      | マメシバ （坂本真綾）            | LOVE Graduation （椎名へきる）  | Be My Angel （榎本温子）              | Reckless fire （井出泰彰）                 |
| 2002年 | POWER GATE （水樹奈々）        | ヘミソフィア （坂本真綾）        | Love♡parade （田村ゆかり）      | Northern lights （林原めぐみ）        | ALL MY LOVE （堀江由衣）                   |